# Волкова, Зоя Васильевна
Зоя Васильевна Волкова (1895—1970) — советский педагог, доктор химических наук (1938), профессор (1938).
Награждена орденом Ленина (1953), медалью «За доблестный труд в Великой Отечественной войне 1941—1945 гг.» (1946), значком «Отличник народного образования» (1954).

## Биография
Родилась в 1895 году в Москве. Училась в коммерческом училище, затем поступила в Московские высшие женские курсы на физико-математический факультет. После окончания МВЖК работалалаборантом, потом преподавателем физики и математики. Затем до 1925 года преподавала на рабфаке в Московском высшем техническом училище им. Н. Э. Баумана. В дальнейшем работала в Московском городском педагогическом институте имени В. П. Потёмкина на кафедре физики, была доцентом Второго Московского государственного университета. В 1938—1960 годах заведующая кафедрой физики, в 1960—1967 годах заведующая кафедрой физики для нефизических специальностей Московского педагогического государственного университета.
Занималась по направлению «Диэлектрическая сепарация тонко дисперсных материалов в неоднородных электрических и магнитных полях», свои научные исследования проводила в Институте физики и биофизики, затем во Всероссийском Научно-исследовательском институте. В течение 20 лет была руководителем лаборатории по изучению физических процессов разделения неоднородных твердых тел и обогащения полезных ископаемых.
Получила 6 авторских свидетельств на изобретения, является автором 100 научных работ, среди которых: «Интерференционные полосы в световых лучах, проходящих над поверхностью жидкости после пертурбации её свободной поверхности» (1929), «К вопросу о вязкости и диффузии в смесях глицерина с водой» (1929), «Интерференционный эффект возмущения свободной поверхности жидкостей и поверхностное натяжение» (1929), «Новый метод измерения диффузии в жидкостях», (1933), «Диэлектрическая сепарация твердых тел» (1962—1966), «О постановке лабораторного практикума по общей физике в педагогических институтах» (1954), «Диэлектрическая сепарация различных поликонцентратов и материалов» (1975), «Диэлектрическая сепарация различных поликонцентратов и материалов» (в соавт. с Г. В. Жусь, Д. В. Кузьминым, 1975) и другие.
Умерла в 1970 году в Москве.

## Награды
- Орден Ленина,
- Медаль «За доблестный труд в Великой Отечественной войне 1941—1945 гг.»,
- Нагрудный знак «Отличник народного образования».